# Reynaldo Arenas
Reynaldo Arenas é um ator de televisão no Peru, que trabalhou em filmes americanos, como O Assassino do Presidente, O Atirador e Inferno Selvagem.